# Emile Heskey
Emile William Ivanhoe Heskey (Leicester, 11. siječnja 1978.) je engleski umirovljeni nogometaš.